# Gymnotus pantherinus
Gymnotus pantherinus är en fiskart som först beskrevs av Steindachner, 1908.  Gymnotus pantherinus ingår i släktet Gymnotus och familjen Gymnotidae. Inga underarter finns listade i Catalogue of Life.